# Tommy Ord
Tommy Ord (Londra, 15 ottobre 1952 – Newcastle upon Tyne, 11 dicembre 2020) è stato un calciatore inglese, di ruolo attaccante.

## Carriera
Nell'ottobre 1972, proveniente dall'Erith & Belvedere, venne ingaggiato a titolo gratuito, essendo un calciatore dilettante, dal Chelsea Esordì con i Blues nella massima serie inglese il 7 aprile 1973, nella sconfitta casalinga per 3-1 contro lo Stoke City, segnando anche l'unica rete dei londinesi. Il Chelsea in quella stagione ottenne il dodicesimo posto nella First Division 1972-1973.
Nella stagione 1973 passò ai Montréal Olympique, franchigia della North American Soccer League, con cui ottenne il secondo posto della Northern Division, non accedendo alla fase finale del torneo. Con sei reti in diciassette presenze, fu il miglior marcatore stagionale della sua squadra.
Nel campionato seguente passò al Rochester Lancers, con cui ottenne il terzo posto nella Northern Division, non accedendo alla fase finale del torneo.
Nel luglio 1975, nel corso del campionato 1975, venne ceduto per 75.000 $ ai N.Y. Cosmos, cifra record per una operazione di mercato tra due franchigie della NASL. Con i Cosmos non riuscì comunque a accedere alla fase finale del torneo, a causa del terzo posto nella Northern Division della Eastern Conference.
Nel corso del campionato 1976 passò ai Vancouver Whitecaps, con cui raggiunse i turni di spareggio del torneo.
Nel corso della North American Soccer League 1977 passò ai Seattle Sounders, con cui raggiunse la finale del torneo, persa contro i N.Y. Cosmos, segnando la rete del momentaneo pareggio su assist del connazionale Mickey Cave.
Dopo altre due stagioni con i Sounders, nel campionato 1980 venne ingaggiato dai Tulsa Roughnecks, che lasciò nel corso della stagione per giocare negli Atlanta Chiefs, con cui non riuscì ad accedere alla fase finale del torneo.
Contemporaneamente al calcio, si dedicò all'indoor soccer.